# Alpen-Sonnenröschen
Das Alpen-Sonnenröschen (Helianthemum alpestre) ist eine Pflanzenart aus der Gattung der Sonnenröschen (Helianthemum) innerhalb der Familie der Zistrosengewächse (Cistaceae).

## Beschreibung

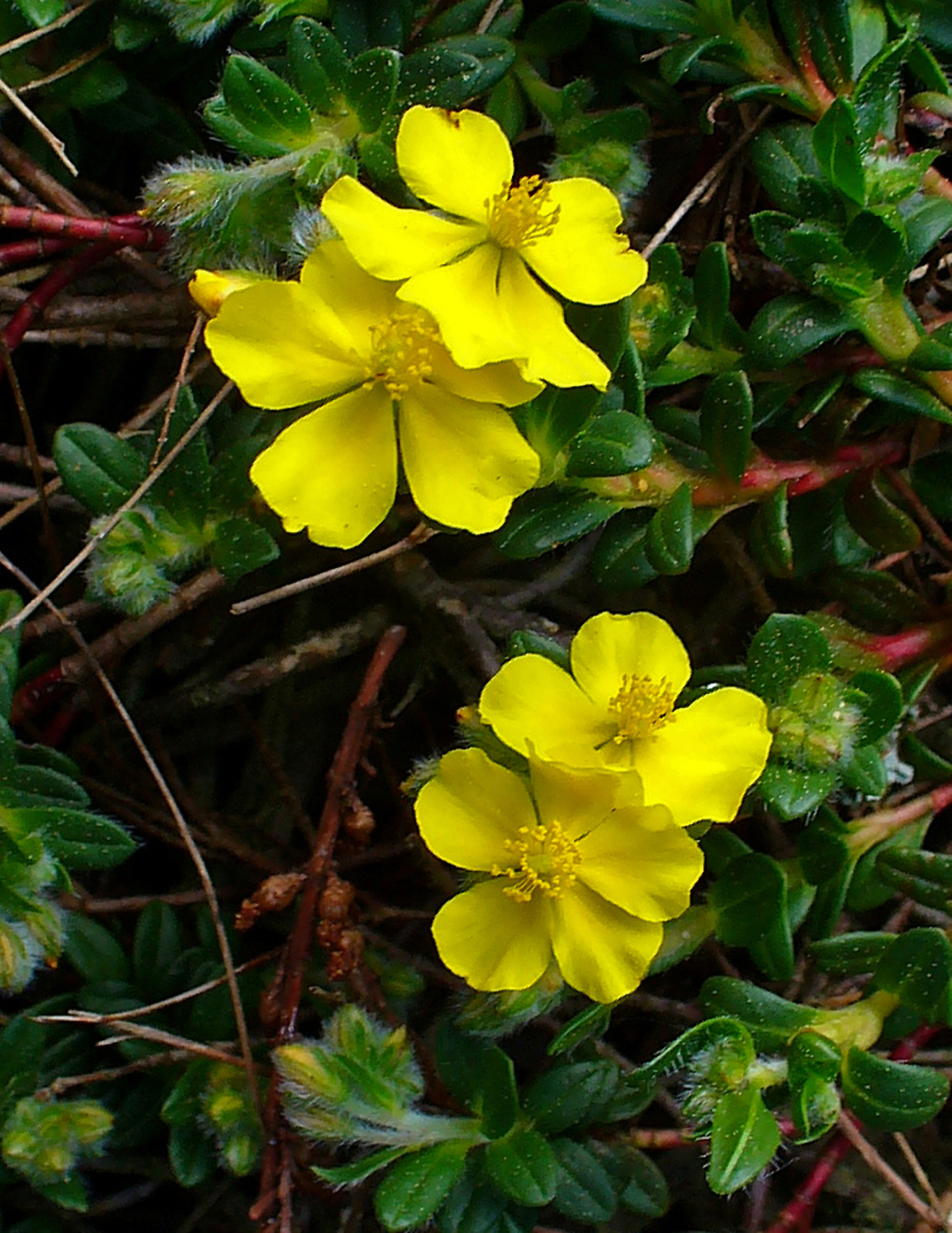
Radiärsymmetrische, fünfzählige Blüten

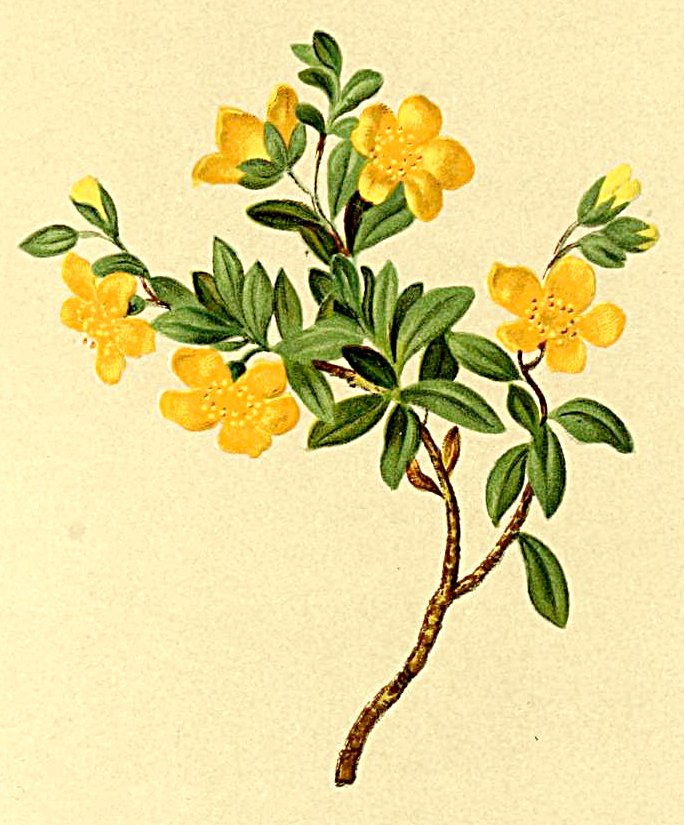
Illustration aus Atlas der Alpenflora

### Vegetative Merkmale
Das Alpen-Sonnenröschen ist ein immergrüner, reich verzweigter, dicht oder lockerrasig wachsender Zwergstrauch, der Wuchshöhen von 3 bis 15 Zentimetern erreicht. Die oberen Pflanzenteile sind mit einfachen Haaren bedeckt. Die Äste sind aufsteigend und weiß filzig behaart. Nichtblühende Zweige schließen meist mit Blattrosetten ab. 
Die gegenständig angeordneten Laubblätter sind gestielt oder ungestielt. Die einfache Blattspreite ist bei einer Länge von 5 bis 15 Millimetern sowie einer Breite von 2 bis 5 Millimetern oval bis schmal-lanzettlich, am Rand flach, auf beiden Seiten grün und striegelhaarig oder kahl und am Grund verschmälert. Wenigstens die unteren Laubblätter besitzen keine Nebenblätter. 

### Generative Merkmale
Die Blütezeit reicht von Mai bis August. Sechs bis sieben Blüten befinden sich in einem Blütenstand an einer gestreckten Blütenstandsachse. Die Blütenknospen sind eiförmig.
Die zwittrigen Blüten sind radiärsymmetrisch und fünfzählig mit doppelter Blütenhülle. Die inneren Kelchblätter sind größer und 5 bis 7 Millimeter lang. Die fünf freien Kronblätter sind 7 bis 10 Millimeter lang, gelb und am Grund nicht gefleckt. Es sind viele Staubblätter vorhanden. 
Die Fruchtstiele sind aufrecht, waagerecht oder zurückgeschlagen.
Die Chromosomenzahl beträgt 2n = 22.

## Ökologie
In der Schweiz am Dent de Morcles konnte an Stämmchen, die in einer Höhenlage von 2200 bis 2250 Metern gewachsen waren, bei einem Durchmesser von 1 bis 3,5 Millimetern ein Alter von 18 bis 36 Jahren festgestellt wurden.

## Vorkommen
Es kommt im warmgemäßigten bis gemäßigten Europa und Westasien vor. Das Alpen-Sonnenröschen wächst auf frischen, kalkreichen, alpinen Matten, in Felsspalten und auf Flussschotter. In den Allgäuer Alpen steigt es im Tiroler Teil an der Klimmspitze bis zu einer Höhenlage von 2400 Metern auf. Im Bernina-Gebiet erreicht es sogar 2850 Meter und am Gornergrat bei Zermatt bis zu einer Höhenlage von 3105 Metern. In Riva am Gardasee kommt es auch bei einer Höhenlage von 200 Metern vor.
Es ist in Mitteleuropa eine Charakterart des Verbandes Seslerion albicantis.
Die ökologischen Zeigerwerte nach Landolt et al. 2010 sind in der Schweiz: Feuchtezahl F = 2 (mäßig trocken), Lichtzahl L = 5 (sehr hell), Reaktionszahl R = 5 (basisch), Temperaturzahl T = 1+ (unter-alpin, supra-subalpin und ober-subalpin), Nährstoffzahl N = 2 (nährstoffarm), Kontinentalitätszahl K = 4 (subkontinental).

## Taxonomie
Die Erstveröffentlichung erfolgte 1762 unter dem Namen (Basionym) Cistus alpestris durch Nikolaus Joseph von Jacquin in Enum. Stirp. Vindob., S. 93. Die Neukombination zu Helianthemum alpestre (Jacq.) DC. wurde 1815 durch Augustin Pyrame de Candolle in Jean-Baptiste de Lamarck und Augustin Pyrame de Candolle: Fl. Franc. 3. Auflage, 5. S. 622 veröffentlicht.

## Nutzung
Das Alpen-Sonnenröschen wird zerstreut als Zierpflanze für Steingärten und Trockenmauern genutzt.